# Joseph Maria Weissegger von Weißeneck

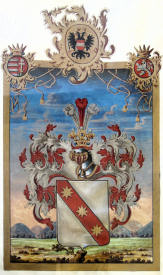
Wappen aus dem Adelsdiplom für Joseph Weissegger von Weißeneck, 1804

Joseph Johann Maria Weissegger von Weißeneck (auch Weissenegg; * 12. Juli 1755 in Riegersburg (Steiermark) bei Graz; † 14. März 1817 in Freiburg im Breisgau) war ein österreichischer Schriftsteller, Historiker, Jurist, Philosoph und Übersetzer in der Spätphase der Aufklärung und der napoleonischen Zeit. 
Weissegger war ab 1784 Professor für Weltgeschichte an der Universität Freiburg und seit 1797 deren  Rektor. Am 9. Oktober 1804 wurde er mit dem Prädikat „von Weißeneck“ geadelt. 1784 wurde er Mitglied der Freiburger Freimaurerloge Zur edlen Aussicht.
Philipp Jakob Siebenpfeiffer (1789–1845), Jurist, politischer Journalist und Initiator des Hambacher Festes, war sein Schwiegersohn.

## Werke
- Historische Gemälde oder biographische Schilderungen aller Herrscher und Prinzen des durchlauchtigsten Erzhauses Habsburg Oestreich, von Rudolph I. bis Maria Theresia (5 Bände, 1800–03).